# Marcello Gallian
Marcello Gallian, född 6 april 1902 i Rom, död där 21 januari 1968, var en italiensk journalist, essäist, dramaturg, romanförfattare och kritiker.
Gallian var en av de mest produktiva, mest bisarra och mest intressanta författarna i Italien under mellankrigstiden. Bland hans tidiga arbeten märks två omdebatterade biografier: I segreti di Umberto Nobile och Arpinati: politico e uomo di sporto, bägge 1928. Hans efterföljande produktion sysslade främst med förhärligandet av fascismens genombrott: Comando di tappa (1934), Racconti per la gente (1936), Quasi a meta della vita (1937) och Dopo Guerra (1937).